# Krigsåret 1936

## Pågående krig
- Abessinienkriget (1935-1936)[1]
  - Etiopien på ena sidan
  - Italien på andra sidan

- Kinesiska inbördeskriget (1927-1949)
  - Republiken Kina på ena sidan
  - Kinas kommunistiska parti på andra sidan

- Spanska inbördeskriget[1]

## Händelser

### Maj
- 9 - Italien deklarerar sig som segrare i Abessinienkriget annekterar Abessinien.

### Juli
- 17 - Spanska inbördeskriget bryter ut.

### September
- 28 - Francos Afrikaarmé anländer till Toledo och kan undsätta den nationalistiska garnisonen i fästningen Alcazar, som belägrats i 10 veckor.

### November
- 8 - De första internationella brigaderna anländer till Madrids försvar.

### Fotnoter
1. 1 2  ”Chronological List of All Wars”. Arkiverad från originalet den 9 oktober 2014. https://web.archive.org/web/20141009082543/http://www.correlatesofwar.org/COW2%20Data/WarData_NEW/WarList_NEW.pdf. Läst 29 juni 2011.